# ترمس طويل الأوراق
الترمس الطويل الأوراق (باللاتينية: Lupinus longifolius) نوع نباتي يتبع جنس الترمس من الفصيلة البقولية المعروفة بقدرتها على تثبيت النيتروجين الجوي من خلال بكتيريا المستجذرة.
موطنه ولاية كاليفورنيا في جنوب غرب الولايات المتحدة وولاية باخا كاليفورنيا في المكسيك.